# Římskokatolická farnost Pustějov
Římskokatolická farnost Pustějov je farnost římskokatolické církve v děkanátu Bílovec ostravsko-opavské diecéze.
Farním kostelem je kostel svaté Máří Magdalény v Pustějově, původně barokní z roku 1678, v letech 1889–1890 zásadně přestavěn v historizujícím stylu.

## Historie
Pustějov patřil odedávna k farnosti Kujavy. Roku 1678 zde byl nákladem obce a vrchnosti, fulneckého augustiniánského kláštera, vystavěn barokní filiální kostel svaté Máří Magdalény. Obec u něho chtěla založit farnost, zejména poté, co značný obnos na její zřízení odkázal roku 1768 zdejší rodák a farář v Křižanově František Hanl, jednání však vázla na finančních podmínkách. Nakonec byla v Pustějově založena samostatná duchovní správa až v rámci josefinských reforem církevní správy. Tehdy byl augustiniánský klášter ve Fulneku zrušen a panství – včetně správy Hanlova odkazu – převzala náboženská matice, která v Pustějově roku 1784 zřídila lokální kuracii. Ta byla roku 1868 povýšena na farnost.
Patronát farnosti vykonávala nejprve náboženská matice, avšak jakožto pozemková vrchnost. Proto s prodejem panství roku 1825 přešel na světské držitele panství Pustějov (spojeného s panstvím Fulnek).
V roce 1836 ve vsi a ve farnosti žilo 1167 obyvatel, vesměs římských katolíků. V roce 1859 to bylo 1166 římských katolíků a tři židé. V roce 1900 zde žilo 1012 římských katolíků, jedna protestantka a deset židů. V roce 1930 žilo ve farnosti 939 obyvatel, z čehož 900 (96 %) se přihlásilo k římskokatolickému vyznání.
Farnost je součástí bíloveckého děkanátu od svého založení a spolu s ním náležela do roku 1996 k arcidiecézi olomoucké, od uvedeného roku pak k nově vytvořené diecézi ostravsko-opavské.
Jedinou obcí náležející k farnosti byla vždy vesnice Pustějov.
Od roku 1961 je farnost spravována excurrendo: až do roku 2009 v Pustějově působil farář z Hladkých Životic. V současnosti (2013) farnost spravuje excurrendo Martin Sodora, kněz z Bílovce.

## Bohoslužby
| Kostel                      | Místo    | Bohoslužba (den)     | Hodina     | Poznámka     |
| --------------------------- | -------- | -------------------- | ---------- | ------------ |
| kostel svaté Máří Magdalény | Pustějov | středa sobota neděle | 17.30 8.00 | farní kostel |

## Pustějovští faráři
Římskokatoličtí duchovní správci v Pustějově od roku 1784: 
- 1785–1798 Casimir Tellner
- 1799–1806 Augustin Anton Smiritius
- 1806–1807 Johann Scheyer, administrátor
- 1807–1832 Franz de Venne
- 1832–1833 Valentin Kresta, administrátor
- 1833–1853 Anton Wanker
- 1853–? Tomáš Coufal
- 1884–1925 František Štaffa
- 1926–1937 Rudolf Zásměta
- 1937–1961 Mikuláš Šindlář, děkan
- 1961–1962 Antonín Dominik, farář v Hladkých Životicích, excurrendo
- 1962–1965 František Navrátil, farář v Hladkých Životicích, excurrendo
- 1965–2009 Hubert Šula, děkan a farář v Hladkých Životicích, excurrendo
- 2009–dosud (2013) Martin Sudora, kněz v Bílovci, excurrendo